# Іванковецька сільська рада (Лановецький район)
Іванкове́цька сільська́ ра́да — адміністративно-територіальна одиниця та орган місцевого самоврядування в Лановецькому районі Тернопільської області. Адміністративний центр — село Іванківці.

## Загальні відомості
Іванковецька сільська рада утворена 16 грудня 1985 року.
- Територія ради: 3,42 км²
- Населення ради: 633 особи (станом на 2001 рік)
- Територією ради протікає річка Буглівка

## Населені пункти
Сільській раді були підпорядковані населені пункти:
- с. Іванківці

## Склад ради
Рада складалася з 14 депутатів та голови.
- Голова ради: Марчук Антоніна Володимирівна

### Керівний склад попередніх скликань
| Прізвище, ім'я, по батькові   | Основні відомості                                                                     | Дата обрання | Дата звільнення |
| ----------------------------- | ------------------------------------------------------------------------------------- | ------------ | --------------- |
| Вальчук Віктор Васильович     | Сільський голова, 1971 року народження, член Всеукраїнського об'єднання «Батьківщина» | 26.03.2006   | 31.10.2010      |
| Огородник Ігор Михайлович     | Сільський голова, 1980 року народження, освіта вища, безпартійний                     | 31.10.2010   | 03.03.2013      |
| Марчук Антоніна Володимирівна | Сільський голова, 1960 року народження, освіта вища, позапартійна                     | 15.12.2013   |                 |

Примітка: таблиця складена за даними сайту Верховної Ради України

### Депутати
За результатами місцевих виборів 2010 року депутатами ради стали:

#### За суб'єктами висування
| Суб'єкт висування                                       | Кількість обраних депутатів | %    |
| ------------------------------------------------------- | --------------------------- | ---- |
| Самовисування                                           | 12                          | 85,7 |
| Політична партія Всеукраїнське об'єднання «Батьківщина» | 2                           | 14,3 |

#### За округами
| № округу                                                | Прізвище, ім'я, по батькові        | Дата визнання обраним | Освіта  | Партійна приналежність                        | Відомості про обраного депутата               |
| ------------------------------------------------------- | ---------------------------------- | --------------------- | ------- | --------------------------------------------- | --------------------------------------------- |
| Політична партія Всеукраїнське об'єднання «Батьківщина» |                                    |                       |         |                                               |                                               |
| 6                                                       | Черешнюк Алла Тарасівна            | 05.11.2010            | вища    | член Всеукраїнського об'єднання «Батьківщина» | Іванковецький дитсадок «Барвінок», вихователь |
| 7                                                       | Філюк Іван Йосипович               | 05.11.2010            | середня | позапартійний                                 | тимчасово не працює                           |
| Самовисування                                           |                                    |                       |         |                                               |                                               |
| 1                                                       | Ільчук Іван Павлович               | 05.11.2010            | середня | позапартійний                                 | тимчасово не працює                           |
| 2                                                       | Похилинський Іван Леонтійович      | 05.11.2010            | вища    | позапартійний                                 | Тернопільський НТУ ім. Пулюя, студент         |
| 3                                                       | Сорока Ганна Степанівна            | 05.11.2010            | середня | позапартійна                                  | пенсіонер                                     |
| 4                                                       | Паламарчук Іван Святославович      | 05.11.2010            | середня | позапартійний                                 | тимчасово не працює                           |
| 5                                                       | Паламарчук Володимир Святославович | 05.11.2010            | середня | позапартійний                                 | ЗАТ"Заготзбут"                                |
| 8                                                       | Вальчук Віталій Володимирович      | 05.11.2010            | середня | позапартійний                                 | тимчасово не працює                           |
| 9                                                       | Марчук Володимир Пилипович         | 05.11.2010            | середня | позапартійний                                 | тимчасово не працює                           |
| 10                                                      | Вальчук Тетяна Віталіївна          | 05.11.2010            | середня | позапартійна                                  | Територіальний центр, соціа льний робіт ник   |
| 11                                                      | Марчук Антоніна Володимирівна      | 05.11.2010            | вища    | позапартійна                                  | Іванковецька сільська рада, секре тар         |
| 12                                                      | Корчук Людмила Олексіївна          | 05.11.2010            | середня | позапартійна                                  | декретна відпустка                            |
| 13                                                      | Черешнюк Антоніна Федорівна        | 05.11.2010            | середня | позапартійна                                  | пенсіонер                                     |
| 14                                                      | Бригадир Юрій Степанович           | 05.11.2010            | середня | позапартійний                                 | ЗАТ"Заготзбут"                                |